# Aporosa heterodoxa
Aporosa heterodoxa är en emblikaväxtart som beskrevs av Airy Shaw. Aporosa heterodoxa ingår i släktet Aporosa och familjen emblikaväxter. Inga underarter finns listade i Catalogue of Life.